# Kazushi Hano
Kazushi Hano (21 de junho de 1991) é um jogador de rugby sevens japonês.

## Carreira
Kazushi Hano integrou o elenco da Seleção Japonesa de Rugbi de Sevens, na Rio 2016, que foi 4º colocada.